# Corrado Mantoni
Corrado Mantoni, adesea prezentat doar ca Corrado, (n. 2 august 1924, Roma, Regatul Italiei – d. 8 iunie 1999, Roma, Italia) a fost un moderator de televiziune italian.